# Bazéga (tỉnh)
Bazéga là một trong 45 tỉnh của Burkina Faso, trong vùng Centre-Sud. Tỉnh lỵ là Kombissiri. Dân số năm 2006 là 238.202 người.
Bazega được chia thành 7 tổng:
| Đô thị            | Thủ phủ    | Dân số (điều tra năm 2006) |
| ----------------- | ---------- | -------------------------- |
| Doulougou (tổng)  | Doulougou  | 26, 738                    |
| Gaongo (tổng)     | Gaongo     | 25, 753                    |
| Ipelce (tổng)     | Ipelce     | 13, 182                    |
| Kayao (tổng)      | Kayao      | 33, 994                    |
| Kombissiri (tổng) | Kombissiri | 66, 342                    |
| Saponé (tổng)     | Saponé     | 38, 958                    |
| Toece (tổng)      | Toece      | 33, 265                    |